# جيمس جستين
جيمس مايكل جستين (بالإنجليزية: James Michael Justin)‏ (مواليد 23 فبراير 1998 ب‍لوتن في إنجلترا - ) هو لاعب كرة قدم إنجليزي يلعب مع نادي ليستر سيتي في الدوري الإنجليزي الممتاز في مركز الظهير الأيمن.

## وصلات خارجية
- جيمس جستين على موقع الاتحاد الأوربي (الإنجليزية)
- جيمس جستين على موقع قاعدة بيانات كرة القدم.إي يو (الإنجليزية)
- جيمس جستين على موقع ناشيونال فوتبول تيمز (الإنجليزية)
- جيمس جستين على موقع Soccerbase.com (لاعب) (الإنجليزية)
- جيمس جستين على موقع Soccerway.com (الإنجليزية)
- جيمس جستين على موقع عالم كرة القدم.نت (الإنجليزية)